# Scuromanius liebecki
Scuromanius liebecki is een keversoort uit de familie Mauroniscidae. De wetenschappelijke naam van de soort is voor het eerst geldig gepubliceerd in 1929 door Blaisdell.